# Mahmoud Farag
Mahmoud Farag Kabonga (sinh ngày 5 tháng 5 năm 1986) là một cầu thủ bóng đá người Ai Cập thi đấu ở vị trí tiền vệ hoặc tiền vệ trung tâm hoặc tiền vệ tấn công.
Vào tháng 7 năm 2015, chuyển đến Ittihad Alexandria.